# Georges Carrère (acteur)
Pour les articles homonymes, voir Carrère et Georges Carrère.
Georges Carrère, né le 17 juillet 1930 à Biarritz en France et mort le 11 août 1995 à Montréal au Canada à l'âge de 65 ans, est un comédien québécois d'origine française.
Il a fondé en 1967, avec son épouse la comédienne Mariette Duval, le Théâtre des Marguerites – l'un des plus vieux théâtres d'été – à Trois-Rivières au Québec.

## Théâtre
- 1947 : Huon de Bordeaux d'Alexandre Arnoux, mise en scène Georges Douking, centre dramatique de l'Est
- 1953 : Huon de Bordeaux d'Alexandre Arnoux, mise en scène Georges Douking, théâtre des Célestins
- 1953 : Flamineo de Robert Merle, mise en scène Georges Douking, théâtre des Célestins

## Filmographie

### Cinéma
- 1955 Les Grandes Manœuvres, un officier
- 1985 Hold-up, le directeur de la banque

### Télévision
- 1955 : Cap-aux-sorciers (série télévisée) : Bruno Le Marquand
- 1955 : Je me souviens (série télévisée) : Jacques Duverger
- 1958 : Sang et Or (série jeunesse)
- 1959 : Kosmos 2001 (série jeunesse)
- 1959 : Ouragan (série télévisée) : Navarès
- 1960 : Filles d'Ève (série télévisée) : Lambert Martel
- 1961 : Histoires extraordinaires : Melmoth réconcilié, Docteur Goudron et professeur Plume, L'Homme à l'oreille cassée : rôles variés
- 1962-1963 : Marcus (série jeunesse)
- 1963 : Ti-Jean caribou (série jeunesse)
- 1967 : Lecoq et fils (série télévisée)
- 1967 : D'Iberville (série télévisée) : Pierre Allemand
- 1968 : Le Paradis terrestre (série télévisée) : Me Robert Ducharme
- 1970 : Les Berger (série télévisée) : Florentin Caseneuve
- 1970 : Symphorien (série télévisée) : Jérôme Bourcier
- 1972 : Comme tout l'monde (série télévisée) : Georges
- 1975 : Y'a pas de problème (série télévisée) : Gilbert Martin
- 1977 : Dominique (série télévisée)
- 1978 : Drôle de monde (série télévisée) : Conrad Lemoine
- 1985 : L'Or du temps (série télévisée) : Bernard Guillevin